# NGC 5357
NGC 5357 is een elliptisch sterrenstelsel in het sterrenbeeld Centaur. Het hemelobject werd op 30 maart 1835 ontdekt door de Britse astronoom John Herschel.

## Synoniemen
- ESO 445-78
- MCG -5-33-32
- PGC 49534